# 도사야마다역
도사야마다역(일본어: 土佐山田駅)은 일본 고치현 가미시에 있는 시코쿠 여객철도 도산 선의 역이다. 역 번호는 D 35이며, 단선 · 섬식의 형태를 합친 복합 구조의 철도 역사이다.

## 타는 곳
| 1 | ■ 도산 선       | (하행) | 고멘 · 고치 · 스사키 방면               |
| 1 | ■ 특급 '난푸'   | (하행) | 고치 · 나카무라 · 스쿠모 방면           |
| 1 | ■ 특급 '시만토' | (하행) | 고치 · 나카무라 · 스쿠모 방면           |
| 1 | ■ 도산 선       | (상행) | 오보케 · 아와이케다 방면 (보통열차 만)  |
| 2 | ■ 도산 선       | 상행   | 오보케 · 아와이케다 방면                |
| 2 | ■ 특급 '난푸'   | 상행   | 아와이케다 · 고토히라 · 오카야마 방면   |
| 2 | ■ 특급 '시만토' | 상행   | 아와이케다 · 고토히라 · 다카마쓰 방면   |
| 3 | ■ 도산 선       | 하행   | 고멘 · 스사키 · 고치 방면 (보통열차 만) |
| 3 | ■ 도산 선       | 상행   | 오보케 · 아와이케다 방면 (보통열차 만)  |

## 역 주변
- 가미 시청
- 도사야마다 스타디움

## 역사
- 1925년 12월 5일 : 개업.
- 1987년 4월 1일 : 민영화에 따라, 시코쿠 여객철도로 이관.

## 인접 정차역
| 시코쿠 여객철도 도산 선 | 시코쿠 여객철도 도산 선 | 시코쿠 여객철도 도산 선       |
| ----------------------- | ----------------------- | ----------------------------- |
| D 36 신가이 다도쓰 방면 | 보통 '각역정차'         | 야마다니시마치 D 38 고치 방면 |
| D 35 시게토 다도쓰 방면 | 보통 (속달열차)         | 고멘 D 40 고치 방면           |